# Desirée Jaks
Desirée Jolanta Jaks, född 19 juni 1995 i Nacka församling, Stockholms län, är en svensk kock. År 2023 vann hon tävlingen Årets kock.

## Biografi
Jaks har arbetat på restaurang Sjön i Jönköping för att sedan ta anställning på restaurang Agrikultur i Stockholm där hon började som kock och efter fyra år slutade som köksmästare. Hon var medlem i Stockholm Culinary team som 2016 vann OS i Erfurt i Tyskland 2016. Mellan 2017 och 2018 var hon medlem i Juniorkocklandslaget samt vann Nordic young chef 2018. Jaks är nu medlem i Sveriges Kocklandslag. Hon arbetar som kökschef och kreativt ansvarig på restaurang Spesso i Stockholm.
År 2021 tävlade hon i TV-programmet Kockarnas kamp.